# Dartford (circonscription du Parlement britannique)
Circonscription parlementaire de la Chambre des communes
La circonscription de Dartford est une circonscription parlementaire britannique. Elle est située dans le Kent, autour de la ville de Dartford.
Créée en 1885, elle a perdu une partie de son territoire en 1945 pour créer la circonscription de Bexley. Depuis 2010, elle est représentée à la Chambre des communes du Parlement britannique par Gareth Johnson, du Parti conservateur.

## Members of Parliament
| Élection | Élection                | Membre                                                                       | Membre                                                                       | Parti                                                                        |
| -------- | ----------------------- | ---------------------------------------------------------------------------- | ---------------------------------------------------------------------------- | ---------------------------------------------------------------------------- |
|          | 1885                    | Sir William Hart Dyke                                                        |                                                                              | Conservateur                                                                 |
|          | 1906                    | James Rowlands                                                               |                                                                              | Libéral                                                                      |
|          | Jan 1910                | William Foot Mitchell                                                        |                                                                              | Conservateur                                                                 |
|          | Dec 1910                | James Rowlands                                                               |                                                                              | Libéral                                                                      |
|          | 1918                    | James Rowlands                                                               | Coalition Libéral                                                            |                                                                              |
|          | Élection partielle 1920 | John Edmund Mills                                                            |                                                                              | Travailliste                                                                 |
|          | 1922                    | George Jarrett                                                               |                                                                              | Constitutionnaliste                                                          |
|          | 1923                    | John Edmund Mills                                                            |                                                                              | Travailliste                                                                 |
|          | 1924                    | Angus McDonnell                                                              |                                                                              | Conservateur                                                                 |
|          | 1929                    | John Edmund Mills                                                            |                                                                              | Travailliste                                                                 |
|          | 1931                    | Frank Clarke                                                                 |                                                                              | Conservateur                                                                 |
|          | Élection partielle 1938 | Jennie Adamson                                                               |                                                                              | Travailliste                                                                 |
| 1945     | 1945                    | fraction de circonscription, la moitié devenant la circonscription de Bexley | fraction de circonscription, la moitié devenant la circonscription de Bexley | fraction de circonscription, la moitié devenant la circonscription de Bexley |
|          | 1945                    | Norman Dodds                                                                 |                                                                              | Labour Co-operative                                                          |
|          | 1955                    | Sydney Irving                                                                |                                                                              | Labour Co-operative                                                          |
|          | 1970                    | Peter Trew                                                                   |                                                                              | Conservateur                                                                 |
|          | Fev 1974                | Sydney Irving                                                                |                                                                              | Labour Co-operative                                                          |
|          | 1979                    | Bob Dunn                                                                     |                                                                              | Conservateur                                                                 |
|          | 1997                    | Howard Stoate                                                                |                                                                              | Travailliste                                                                 |
|          | 2010                    | Gareth Johnson                                                               |                                                                              | Conservateur                                                                 |

## Élections

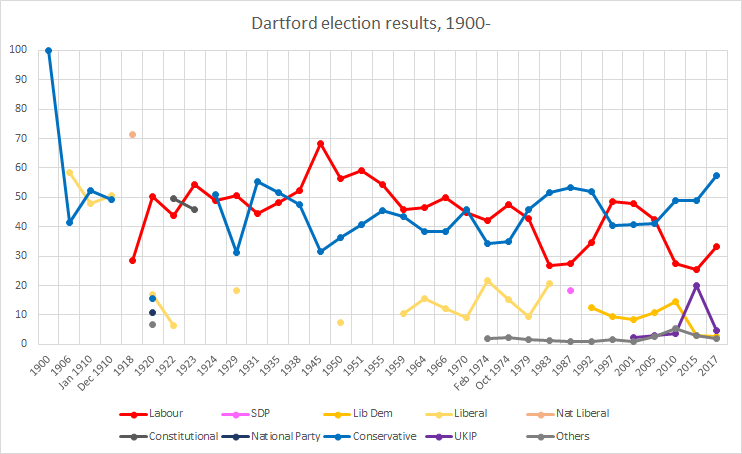
Résultats élection Dartford

### Élections dans les années 2010
| Parti         | Parti                | Candidat             | Voix   | %    | ±     |
| ------------- | -------------------- | -------------------- | ------ | ---- | ----- |
|               | Conservateur         | Gareth Johnson       | 34,006 | 62,9 | +5.4  |
|               | Travailliste         | Sacha Gosine         | 14,846 | 27,5 | -5.8  |
|               | Libéral Démocrate    | Kyle Marsh           | 3,736  | 6,9  | +4.3  |
|               | Green                | Mark Lindop          | 1,435  | 2,7  | +1.2  |
| Majorité      | Majorité             | Majorité             | 19,160 | 35,5 | +11.2 |
| Participation | Participation        | Participation        | 54,022 | 65,7 | -3.4  |
|               | Conservateur retenir | Conservateur retenir | Swing  | +5.6 |       |

| Parti         | Parti                | Candidat             | Voix   | %    | ±     |
| ------------- | -------------------- | -------------------- | ------ | ---- | ----- |
|               | Conservateur         | Gareth Johnson       | 31,210 | 57,6 | +8.6  |
|               | Travailliste         | Bachchu Kaini        | 18,024 | 33,2 | +7.8  |
|               | UKIP                 | Ben Fryer            | 2,544  | 4,7  | −15.2 |
|               | Libéral Démocrate    | Simon Beard          | 1,428  | 2,6  | −0.1  |
|               | Green                | Andrew Blatchford    | 807    | 1,5  | −1.0  |
|               | Indépendant          | Ola Adewunmi         | 211    | 0,4  | New   |
| Majorité      | Majorité             | Majorité             | 13,186 | 24,4 | +0.8  |
| Participation | Participation        | Participation        | 54,224 | 69,8 | +0.1  |
|               | Conservateur retenir | Conservateur retenir | Swing  | 0.4  |       |

| Parti         | Parti                | Candidat             | Voix   | %    | ±     |
| ------------- | -------------------- | -------------------- | ------ | ---- | ----- |
|               | Conservateur         | Gareth Johnson       | 25,670 | 49,0 | +0.2  |
|               | Travailliste         | Simon Thomson        | 13,325 | 25,4 | −2.1  |
|               | UKIP                 | Elizabeth Jones      | 10,434 | 19,9 | +16.2 |
|               | Libéral Démocrate    | Simon Beard          | 1,454  | 2,8  | −11.9 |
|               | Green                | Andy Blatchford      | 1,324  | 2,5  | New   |
|               | Démocrates anglais   | Steve Uncles         | 211    | 0,4  | −3.9  |
| Majorité      | Majorité             | Majorité             | 12,345 | 23,6 | +2.4  |
| Participation | Participation        | Participation        | 52,418 | 68,4 | +2.7  |
|               | Conservateur retenir | Conservateur retenir | Swing  | +1.2 |       |

| Parti         | Parti                                   | Candidat                                | Voix   | %    | ±     |
| ------------- | --------------------------------------- | --------------------------------------- | ------ | ---- | ----- |
|               | Conservateur                            | Gareth Johnson                          | 24,428 | 48,8 | +7.6  |
|               | Travailliste                            | John Adams                              | 13,800 | 27,6 | −15.5 |
|               | Libéral Démocrate                       | James Willis                            | 7,361  | 14,7 | +4.6  |
|               | Démocrates anglais                      | Gary Rogers                             | 2,178  | 4,3  | +1.7  |
|               | UKIP                                    | Richard Palmer                          | 1,842  | 3,7  | +0.7  |
|               | Indépendant                             | Stephane Tindame                        | 264    | 0,5  | New   |
|               | Fancy Dress                             | Ernie Crockford                         | 207    | 0,4  | New   |
| Majorité      | Majorité                                | Majorité                                | 10,628 | 21,2 | N/A   |
| Participation | Participation                           | Participation                           | 50,080 | 65,7 | +2.4  |
|               | Conservateur vainqueur sur Travailliste | Conservateur vainqueur sur Travailliste | Swing  | 11.6 |       |

### Élections dans les années 2000
| Parti         | Parti                | Candidat             | Voix   | %    | ±    |
| ------------- | -------------------- | -------------------- | ------ | ---- | ---- |
|               | Travailliste         | Howard Stoate        | 19,909 | 42,6 | −5.4 |
|               | Conservateur         | Gareth Johnson       | 19,203 | 41,1 | +0.5 |
|               | Libéral Démocrate    | Peter Bucklitsch     | 5,036  | 10,8 | +2.3 |
|               | UKIP                 | Mark Croucher        | 1,407  | 3,0  | +0.8 |
|               | New England          | Michael Tibby        | 1,224  | 2,6  | New  |
| Majorité      | Majorité             | Majorité             | 706    | 1,5  |      |
| Participation | Participation        | Participation        | 46,779 | 63,2 | 1.3  |
|               | Travailliste retenir | Travailliste retenir | Swing  | −2.9 |      |

| Parti         | Parti                | Candidat             | Voix   | %    | ±     |
| ------------- | -------------------- | -------------------- | ------ | ---- | ----- |
|               | Travailliste         | Howard Stoate        | 21,466 | 48,0 | −0.6  |
|               | Conservateur         | Bob Dunn             | 18,160 | 40,6 | +0.3  |
|               | Libéral Démocrate    | Graham Morgan        | 3,781  | 8,5  | −0.9  |
|               | UKIP                 | Mark Croucher        | 989    | 2,2  | New   |
|               | Fancy Dress Party    | Keith Davenport      | 344    | 0,8  | +0.3  |
| Majorité      | Majorité             | Majorité             | 3,306  | 7,4  |       |
| Participation | Participation        | Participation        | 44,740 | 61,9 | −12.7 |
|               | Travailliste retenir | Travailliste retenir | Swing  |      |       |

### Élections dans les années 1990
| Parti         | Parti                                   | Candidat                                | Voix   | %    | ±     |
| ------------- | --------------------------------------- | --------------------------------------- | ------ | ---- | ----- |
|               | Travailliste                            | Howard Stoate                           | 25,278 | 48,6 | +12.4 |
|               | Conservateur                            | Bob Dunn                                | 20,950 | 40,3 | −10.6 |
|               | Libéral Démocrate                       | Dorothy Webb                            | 4,872  | 9,4  | −2.8  |
|               | BNP                                     | Paul McHale                             | 424    | 0,8  | N/A   |
|               | Fancy Dress Party                       | Peter Homden                            | 287    | 0,5  | +0.1  |
|               | Christian Democrat                      | James Pollitt                           | 228    | 0,4  | N/A   |
| Majorité      | Majorité                                | Majorité                                | 4,328  | 8,3  |       |
| Participation | Participation                           | Participation                           | 52,039 | 74,6 |       |
|               | Travailliste vainqueur sur Conservateur | Travailliste vainqueur sur Conservateur | Swing  |      |       |

| Parti         | Parti                | Candidat             | Voix   | %    | ±    |
| ------------- | -------------------- | -------------------- | ------ | ---- | ---- |
|               | Conservateur         | Bob Dunn             | 31,194 | 51,9 | −1.6 |
|               | Travailliste         | Howard Stoate        | 20,880 | 34,7 | +7.2 |
|               | Libéral Démocrate    | Peter Bryden         | 7,584  | 12,6 | −5.6 |
|               | Fancy Dress Party    | A Munro              | 262    | 0,4  | −0.4 |
|               | Natural Law          | Angela Holland       | 241    | 0,4  | N/A  |
| Majorité      | Majorité             | Majorité             | 10,314 | 17,2 | −8.9 |
| Participation | Participation        | Participation        | 60,161 | 83,1 | +4.1 |
|               | Conservateur retenir | Conservateur retenir | Swing  | −4.4 |      |

### Élections dans les années 1980
| Parti         | Parti                | Candidat             | Voix   | %     | ± |
| ------------- | -------------------- | -------------------- | ------ | ----- | - |
|               | Conservateur         | Bob Dunn             | 30,685 | 53,5  |   |
|               | Travailliste         | Barrie Clarke        | 15,756 | 27,5  |   |
|               | Social Démocratique  | Michael Bruce        | 10,439 | 18,20 |   |
|               | Fancy Dress Party    | Keith Davenport      | 491    | 0,86  |   |
| Majorité      | Majorité             | Majorité             | 14,929 | 26,02 |   |
| Participation | Participation        | Participation        |        | 78,99 |   |
|               | Conservateur retenir | Conservateur retenir | Swing  |       |   |

| Parti         | Parti                | Candidat             | Voix   | %     | ± |
| ------------- | -------------------- | -------------------- | ------ | ----- | - |
|               | Conservateur         | Bob Dunn             | 28,199 | 51,56 |   |
|               | Travailliste         | D Townsend           | 14,636 | 26,76 |   |
|               | Liberal              | J Mills              | 11,204 | 20,48 |   |
|               | Fancy Dress Party    | A Crockford          | 374    | 0,68  |   |
|               | National Front       | GE Nye               | 282    | 0,52  |   |
| Majorité      | Majorité             | Majorité             | 13,563 | 24,80 |   |
| Participation | Participation        | Participation        |        | 76,37 |   |
|               | Conservateur retenir | Conservateur retenir | Swing  |       |   |

### Élections dans les années 1970
| Parti         | Parti                                         | Candidat                                      | Voix   | %     | ± |
| ------------- | --------------------------------------------- | --------------------------------------------- | ------ | ----- | - |
|               | Conservateur                                  | Bob Dunn                                      | 21,195 | 45,87 |   |
|               | Travailliste Co-op                            | Sydney Irving                                 | 19,803 | 42,86 |   |
|               | Liberal                                       | I Josephs                                     | 4,407  | 9,54  |   |
|               | National Front                                | I Nobbs                                       | 476    | 1,03  |   |
|               | Fancy Dress Party                             | J Beddowes                                    | 328    | 0,71  |   |
| Majorité      | Majorité                                      | Majorité                                      | 1,392  | 3,01  |   |
| Participation | Participation                                 | Participation                                 |        | 80,35 |   |
|               | Conservateur vainqueur sur Travailliste Co-op | Conservateur vainqueur sur Travailliste Co-op | Swing  |       |   |

| Parti         | Parti                      | Candidat                   | Voix   | %     | ± |
| ------------- | -------------------------- | -------------------------- | ------ | ----- | - |
|               | Travailliste Co-op         | Sydney Irving              | 20,817 | 47,64 |   |
|               | Conservateur               | Graham Bright              | 15,331 | 35,09 |   |
|               | Liberal                    | George H Dunk              | 6,606  | 15,12 |   |
|               | National Front             | RH Aldous                  | 939    | 2,15  |   |
| Majorité      | Majorité                   | Majorité                   | 5,486  | 12,56 |   |
| Participation | Participation              | Participation              |        | 76,60 |   |
|               | Travailliste Co-op retenir | Travailliste Co-op retenir | Swing  |       |   |

| Parti         | Parti                                         | Candidat                                      | Voix   | %     | ± |
| ------------- | --------------------------------------------- | --------------------------------------------- | ------ | ----- | - |
|               | Travailliste Co-op                            | Sydney Irving                                 | 19,803 | 41,98 |   |
|               | Conservateur                                  | Peter Trew                                    | 16,149 | 34,24 |   |
|               | Liberal                                       | IR Josephs                                    | 10,273 | 21,78 |   |
|               | National Front                                | RH Aldous                                     | 945    | 2,00  |   |
| Majorité      | Majorité                                      | Majorité                                      | 3,654  | 7,75  |   |
| Participation | Participation                                 | Participation                                 |        | 83,44 |   |
|               | Travailliste Co-op vainqueur sur Conservateur | Travailliste Co-op vainqueur sur Conservateur | Swing  |       |   |

| Parti         | Parti                                         | Candidat                                      | Voix   | %     | ± |
| ------------- | --------------------------------------------- | --------------------------------------------- | ------ | ----- | - |
|               | Conservateur                                  | Peter Trew                                    | 27,822 | 45,96 |   |
|               | Travailliste Co-op                            | Sydney Irving                                 | 27,262 | 45,03 |   |
|               | Liberal                                       | J Paul Johnson                                | 5,453  | 9,01  |   |
| Majorité      | Majorité                                      | Majorité                                      | 560    | 0,93  |   |
| Participation | Participation                                 | Participation                                 |        | 74,02 |   |
|               | Conservateur vainqueur sur Travailliste Co-op | Conservateur vainqueur sur Travailliste Co-op | Swing  |       |   |

### Élections dans les années 1960
| Parti         | Parti                      | Candidat                   | Voix   | %     | ± |
| ------------- | -------------------------- | -------------------------- | ------ | ----- | - |
|               | Travailliste Co-op         | Sydney Irving              | 29,547 | 49,84 |   |
|               | Conservateur               | Peter Trew                 | 22,638 | 38,19 |   |
|               | Liberal                    | Peter Loftus               | 7,094  | 11,97 |   |
| Majorité      | Majorité                   | Majorité                   | 6,909  | 11,66 |   |
| Participation | Participation              | Participation              |        | 80,80 |   |
|               | Travailliste Co-op retenir | Travailliste Co-op retenir | Swing  |       |   |

| Parti         | Parti                      | Candidat                   | Voix   | %     | ± |
| ------------- | -------------------------- | -------------------------- | ------ | ----- | - |
|               | Travailliste Co-op         | Sydney Irving              | 27,371 | 46,46 |   |
|               | Conservateur               | James J Davis              | 22,496 | 38,18 |   |
|               | Liberal                    | Morris Janis               | 9,047  | 15,36 |   |
| Majorité      | Majorité                   | Majorité                   | 4,875  | 8,27  |   |
| Participation | Participation              | Participation              |        | 81,48 |   |
|               | Travailliste Co-op retenir | Travailliste Co-op retenir | Swing  |       |   |

### Élections dans les années 1950
| Parti         | Parti                      | Candidat                   | Voix   | %     | ± |
| ------------- | -------------------------- | -------------------------- | ------ | ----- | - |
|               | Travailliste Co-op         | Sydney Irving              | 25,323 | 45,83 |   |
|               | Conservateur               | Peter Walker               | 24,047 | 43,52 |   |
|               | Liberal                    | Barry Charles Davis        | 5,881  | 10,64 |   |
| Majorité      | Majorité                   | Majorité                   | 1,276  | 2,31  |   |
| Participation | Participation              | Participation              |        | 82,96 |   |
|               | Travailliste Co-op retenir | Travailliste Co-op retenir | Swing  |       |   |

| Parti         | Parti                      | Candidat                   | Voix   | %     | ± |
| ------------- | -------------------------- | -------------------------- | ------ | ----- | - |
|               | Travailliste Co-op         | Sydney Irving              | 25,928 | 54,40 |   |
|               | Conservateur               | Peter Walker               | 21,730 | 45,60 |   |
| Majorité      | Majorité                   | Majorité                   | 4,198  | 8,81  |   |
| Participation | Participation              | Participation              |        | 80,98 |   |
|               | Travailliste Co-op retenir | Travailliste Co-op retenir | Swing  |       |   |

| Parti         | Parti                      | Candidat                   | Voix   | %     | ± |
| ------------- | -------------------------- | -------------------------- | ------ | ----- | - |
|               | Travailliste Co-op         | Norman Dodds               | 40,094 | 59,09 |   |
|               | Conservateur               | Margaret Roberts           | 27,760 | 40,91 |   |
| Majorité      | Majorité                   | Majorité                   | 12,334 | 18,18 |   |
| Participation | Participation              | Participation              |        | 85,22 |   |
|               | Travailliste Co-op retenir | Travailliste Co-op retenir | Swing  | 3.71% |   |

| Parti         | Parti                      | Candidat                   | Voix   | %     | ± |
| ------------- | -------------------------- | -------------------------- | ------ | ----- | - |
|               | Travailliste Co-op         | Norman Dodds               | 38,128 | 56,38 |   |
|               | Conservateur               | Margaret Roberts           | 24,490 | 36,21 |   |
|               | Liberal                    | Arthur Harry Giles         | 5,011  | 7,41  |   |
| Majorité      | Majorité                   | Majorité                   | 13,638 | 20,17 |   |
| Participation | Participation              | Participation              |        | 85,51 |   |
|               | Travailliste Co-op retenir | Travailliste Co-op retenir | Swing  |       |   |

### Élections dans les années 1940
| Parti         | Parti                      | Candidat                   | Voix   | %     | ± |
| ------------- | -------------------------- | -------------------------- | ------ | ----- | - |
|               | Travailliste Co-op         | Norman Dodds               | 36,665 | 68,38 |   |
|               | Conservateur               | Ralph Ernest Watkins Grubb | 16,951 | 31,62 |   |
| Majorité      | Majorité                   | Majorité                   | 19,714 | 36,77 |   |
| Participation | Participation              | Participation              |        | 74,89 |   |
|               | Travailliste Co-op retenir | Travailliste Co-op retenir | Swing  |       |   |

- 1945 a vu des changements radicaux de frontière, avec la moitié de la circonscription faisant partie de Bexley.

### Élections dans les années 1930
| Parti         | Parti                                   | Candidat                                | Voix   | %     | ± |
| ------------- | --------------------------------------- | --------------------------------------- | ------ | ----- | - |
|               | Travailliste                            | Jennie Adamson                          | 46,514 | 52,39 |   |
|               | Conservateur                            | Godfrey Mitchell                        | 42,276 | 47,61 |   |
| Majorité      | Majorité                                | Majorité                                | 4,238  | 4,77  |   |
| Participation | Participation                           | Participation                           |        | 68,00 |   |
|               | Travailliste vainqueur sur Conservateur | Travailliste vainqueur sur Conservateur | Swing  |       |   |

| Parti         | Parti                | Candidat             | Voix   | %     | ± |
| ------------- | -------------------- | -------------------- | ------ | ----- | - |
|               | Conservateur         | Frank Clarke         | 38,242 | 51,79 |   |
|               | Travailliste         | Jennie Adamson       | 35,596 | 48,21 |   |
| Majorité      | Majorité             | Majorité             | 2,646  | 3,58  |   |
| Participation | Participation        | Participation        |        | 69,63 |   |
|               | Conservateur retenir | Conservateur retenir | Swing  |       |   |

| Parti         | Parti                                   | Candidat                                | Voix   | %     | ± |
| ------------- | --------------------------------------- | --------------------------------------- | ------ | ----- | - |
|               | Conservateur                            | Frank Clarke                            | 34,095 | 55,49 |   |
|               | Travailliste                            | John Edmund Mills                       | 27,349 | 44,51 |   |
| Majorité      | Majorité                                | Majorité                                | 6,746  | 10,98 |   |
| Participation | Participation                           | Participation                           |        | 79,01 |   |
|               | Conservateur vainqueur sur Travailliste | Conservateur vainqueur sur Travailliste | Swing  |       |   |

### Élections dans les années 1920
| Parti              | Parti                                | Candidat                             | Voix   | %     | ±     |
| ------------------ | ------------------------------------ | ------------------------------------ | ------ | ----- | ----- |
|                    | Travailliste                         | John Edmund Mills                    | 26,871 | 50,6  | +1.6  |
|                    | Unioniste                            | Ashley Edwards                       | 16,568 | 31,2  | −19.8 |
|                    | Liberal                              | John Woolfenden Williamson           | 9,689  | 18,2  | N/A   |
| Majorité           | Majorité                             | Majorité                             | 10,303 | 19,4  | N/A   |
| Participation      | Participation                        | Participation                        | 53,128 | 76,9  | −2.3  |
| Registre électeurs | Registre électeurs                   | Registre électeurs                   | 69,070 |       |       |
|                    | Travailliste vainqueur sur Unioniste | Travailliste vainqueur sur Unioniste | Swing  | +10.7 |       |

| Parti              | Parti                                | Candidat                             | Voix   | %    | ±    |
| ------------------ | ------------------------------------ | ------------------------------------ | ------ | ---- | ---- |
|                    | Unioniste                            | Angus McDonnell                      | 20,108 | 51,0 | N/A  |
|                    | Travailliste                         | John Edmund Mills                    | 19,352 | 49,0 | −5.2 |
| Majorité           | Majorité                             | Majorité                             | 756    | 3,0  | N/A  |
| Participation      | Participation                        | Participation                        | 39,460 | 79,2 | +9.2 |
| Registre électeurs | Registre électeurs                   | Registre électeurs                   | 49,804 |      |      |
|                    | Unioniste vainqueur sur Travailliste | Unioniste vainqueur sur Travailliste | Swing  | N/A  |      |

| Parti              | Parti                                          | Candidat                                       | Voix   | %    | ±     |
| ------------------ | ---------------------------------------------- | ---------------------------------------------- | ------ | ---- | ----- |
|                    | Travailliste                                   | John Edmund Mills                              | 18,329 | 54,2 | +10.3 |
|                    | Constitutionnaliste                            | George Jarrett                                 | 15,500 | 45,8 | −3.8  |
| Majorité           | Majorité                                       | Majorité                                       | 2,829  | 8,4  | N/A   |
| Participation      | Participation                                  | Participation                                  | 33,829 | 70,0 | −1.2  |
| Registre électeurs | Registre électeurs                             | Registre électeurs                             | 48,320 |      |       |
|                    | Travailliste vainqueur sur Constitutionnaliste | Travailliste vainqueur sur Constitutionnaliste | Swing  | +7.1 |       |

| Parti              | Parti                                     | Candidat                                  | Voix   | %    | ±     |
| ------------------ | ----------------------------------------- | ----------------------------------------- | ------ | ---- | ----- |
|                    | Constitutionnaliste                       | George Jarrett                            | 16,662 | 49,6 | N/A   |
|                    | Travailliste                              | John Edmund Mills                         | 14,744 | 43,9 | −6.3  |
|                    | Liberal                                   | Alison Garland                            | 2,175  | 6,5  | −64.9 |
| Majorité           | Majorité                                  | Majorité                                  | 1,918  | 5,7  | N/A   |
| Participation      | Participation                             | Participation                             | 33,581 | 71,2 | +23.3 |
| Registre électeurs | Registre électeurs                        | Registre électeurs                        | 47,132 |      |       |
|                    | Constitutionnaliste vainqueur sur Liberal | Constitutionnaliste vainqueur sur Liberal | Swing  | N/A  |       |

| Parti              | Parti                              | Candidat                           | Voix   | %     | ±     |
| ------------------ | ---------------------------------- | ---------------------------------- | ------ | ----- | ----- |
|                    | Travailliste                       | John Edmund Mills                  | 13,610 | 50,2  | +21.6 |
|                    | Liberal                            | Thomas Wing                        | 4,562  | 16,8  | −54.6 |
|                    | Coalition Unioniste                | Richard Meller                     | 4,221  | 15,5  | N/A   |
|                    | National                           | Reginald Applin                    | 2,952  | 10,9  | N/A   |
|                    | Independent Unionist               | Frank Emil Fehr                    | 1,802  | 6,6   | N/A   |
| Majorité           | Majorité                           | Majorité                           | 9,048  | 33,4  | N/A   |
| Participation      | Participation                      | Participation                      | 27,147 | 61,3  | +13.4 |
| Registre électeurs | Registre électeurs                 | Registre électeurs                 | 44,281 |       |       |
|                    | Travailliste vainqueur sur Liberal | Travailliste vainqueur sur Liberal | Swing  | +38.1 |       |

### Élections dans les années 1910
| Parti                                                 | Parti              | Candidat           | Voix   | %    | ±     |
| ----------------------------------------------------- | ------------------ | ------------------ | ------ | ---- | ----- |
| C                                                     | Liberal            | James Rowlands     | 15,626 | 71.4 | +20.8 |
|                                                       | Travailliste       | William Ling       | 6,256  | 28,6 | N/A   |
| Majorité                                              | Majorité           | Majorité           | 9,370  | 42,8 | +41.6 |
| Participation                                         | Participation      | Participation      | 21,892 | 47,9 | −36.5 |
| Registre électeurs                                    | Registre électeurs | Registre électeurs | 45,666 |      |       |
|                                                       | Liberal retenir    | Liberal retenir    | Swing  | N/A  |       |
| C candidat approuvé par le gouvernement de coalition. |                    |                    |        |      |       |

Élection générale 1914/15:
Une autre élection générale devait avoir lieu avant la fin de 1915. Les partis politiques préparaient une élection et en juillet 1914, les candidats suivants avaient été sélectionnés;
- Libéral: James Rowlands
- Unioniste:

| Parti              | Parti                              | Candidat                           | Voix   | %    | ±    |
| ------------------ | ---------------------------------- | ---------------------------------- | ------ | ---- | ---- |
|                    | Lib-Lab                            | James Rowlands                     | 9,152  | 50,6 | +2.8 |
|                    | Conservateur                       | William Foot Mitchell              | 8,918  | 49,4 | -2.8 |
| Majorité           | Majorité                           | Majorité                           | 234    | 1,2  | N/A  |
| Participation      | Participation                      | Participation                      | 18,070 | 84,4 | -3.4 |
| Registre électeurs | Registre électeurs                 | Registre électeurs                 | 21,398 |      |      |
|                    | Lib-Lab vainqueur sur Conservateur | Lib-Lab vainqueur sur Conservateur | Swing  | +2.8 |      |

| Parti              | Parti                              | Candidat                           | Voix   | %     | ±     |
| ------------------ | ---------------------------------- | ---------------------------------- | ------ | ----- | ----- |
|                    | Conservateur                       | William Foot Mitchell              | 9,807  | 52,2  | +10.8 |
|                    | Lib-Lab                            | James Rowlands                     | 8,990  | 47,8  | -10.8 |
| Majorité           | Majorité                           | Majorité                           | 817    | 4,4   | N/A   |
| Participation      | Participation                      | Participation                      | 18,797 | 87,8  | +5.4  |
| Registre électeurs | Registre électeurs                 | Registre électeurs                 | 21,398 |       |       |
|                    | Conservateur vainqueur sur Lib-Lab | Conservateur vainqueur sur Lib-Lab | Swing  | +10.8 |       |

### Élections dans les années 1900
| Parti              | Parti                              | Candidat                           | Voix   | %    | ±   |
| ------------------ | ---------------------------------- | ---------------------------------- | ------ | ---- | --- |
|                    | Lib-Lab                            | James Rowlands                     | 9,532  | 58,6 | N/A |
|                    | Conservateur                       | William Hart Dyke                  | 6,728  | 41,4 | N/A |
| Majorité           | Majorité                           | Majorité                           | 2,804  | 17,2 | N/A |
| Participation      | Participation                      | Participation                      | 16,260 | 82,4 | N/A |
| Registre électeurs | Registre électeurs                 | Registre électeurs                 | 19,741 |      |     |
|                    | Lib-Lab vainqueur sur Conservateur | Lib-Lab vainqueur sur Conservateur | Swing  | N/A  |     |

| Parti | Parti             | Candidat          | Voix            | %               | ±               |
| ----- | ----------------- | ----------------- | --------------- | --------------- | --------------- |
|       | Conservateur      | William Hart Dyke | Sans opposition | Sans opposition | Sans opposition |
|       | Conservateur hold |                   |                 |                 |                 |

### Élections dans les années 1890
| Parti              | Parti                | Candidat             | Voix   | %    | ±    |
| ------------------ | -------------------- | -------------------- | ------ | ---- | ---- |
|                    | Conservateur         | William Hart Dyke    | 5,699  | 55,6 | +2.7 |
|                    | Liberal              | Patteson Nickalls    | 4,557  | 44,4 | −2.7 |
| Majorité           | Majorité             | Majorité             | 1,142  | 11,2 | +5.4 |
| Participation      | Participation        | Participation        | 10,256 | 73,8 | +3.4 |
| Registre électeurs | Registre électeurs   | Registre électeurs   | 13,888 |      |      |
|                    | Conservateur retenir | Conservateur retenir | Swing  | +2.7 |      |

| Parti              | Parti                | Candidat             | Voix   | %    | ±     |
| ------------------ | -------------------- | -------------------- | ------ | ---- | ----- |
|                    | Conservateur         | William Hart Dyke    | 5,294  | 52,9 | −5.7  |
|                    | Liberal              | Jeremiah Lyon        | 4,722  | 47,1 | +5.7  |
| Majorité           | Majorité             | Majorité             | 572    | 5,8  | −11.4 |
| Participation      | Participation        | Participation        | 10,016 | 70,4 | +6.3  |
| Registre électeurs | Registre électeurs   | Registre électeurs   | 14,227 |      |       |
|                    | Conservateur retenir | Conservateur retenir | Swing  | −5.7 |       |

### Élections dans les années 1880
| Parti | Parti             | Candidat          | Voix            | %               | ±               |
| ----- | ----------------- | ----------------- | --------------- | --------------- | --------------- |
|       | Conservateur      | William Hart Dyke | Sans opposition | Sans opposition | Sans opposition |
|       | Conservateur hold |                   |                 |                 |                 |

- Causé par la nomination de Dyke au poste de Vice-Président du Comité de Conseil sur l'Éducation.

| Parti              | Parti                | Candidat                | Voix   | %    | ±     |
| ------------------ | -------------------- | ----------------------- | ------ | ---- | ----- |
|                    | Conservateur         | William Hart Dyke       | 4,198  | 58,6 | +5.8  |
|                    | Liberal              | James Ebenezer Saunders | 2,965  | 41,4 | -5.8  |
| Majorité           | Majorité             | Majorité                | 1,233  | 17,2 | +11.6 |
| Participation      | Participation        | Participation           | 7,163  | 64,1 | -11.9 |
| Registre électeurs | Registre électeurs   | Registre électeurs      | 11,173 |      |       |
|                    | Conservateur retenir | Conservateur retenir    | Swing  | +5.8 |       |

| Parti              | Parti                                  | Candidat                | Voix   | %    | ±   |
| ------------------ | -------------------------------------- | ----------------------- | ------ | ---- | --- |
|                    | Conservateur                           | William Hart Dyke       | 4,488  | 52,8 | N/A |
|                    | Liberal                                | James Ebenezer Saunders | 4,006  | 47,2 | N/A |
| Majorité           | Majorité                               | Majorité                | 482    | 5,6  | N/A |
| Participation      | Participation                          | Participation           | 8,494  | 76,0 | N/A |
| Registre électeurs | Registre électeurs                     | Registre électeurs      | 11,173 |      |     |
|                    | Conservateur vainqueur (nouveau siège) |                         |        |      |     |